# Coboldus hedgpethi
Coboldus hedgpethi är en kräftdjursart som först beskrevs av J. L. Barnard 1969.  Coboldus hedgpethi ingår i släktet Coboldus och familjen Iphimediidae. Inga underarter finns listade i Catalogue of Life.